# Movimento Nazionale Libanese
Il Movimento Nazionale Libanese (in arabo الحركة الوطنية اللبنانية‎?, al-Ḥaraka al-Waṭaniyya al-Lubnāniyya) è stato una coalizione di partiti politici e di organizzazioni attiva all'inizio della guerra civile in Libano. Fondato nel 1969 sotto la guida di Kamal Jumblatt, il movimento radunò i principali partiti della sinistra libanese e pose come obiettivo la lotta alla struttura settaria della politica del paese. I principali partiti che costituirono il movimento furono il Partito Socialista Progressista, l'Organizzazione dell'Azione Comunista in Libano, il Partito Comunista Libanese, il Partito Nazionalista Sociale Siriano, il Partito Ba'th, l'Organizzazione Popolare Nasserista e al-Murabitun.
Con lo scoppio della guerra civile, la coalizione si alleò con l'Organizzazione per la Liberazione della Palestina e con il Fronte del Rifiuto nella lotta che lo oppose al Fronte Libanese e alla Siria. All'inizio del conflitto nel 1975, il movimento contava circa 25 000 miliziani. Il movimento collassò in occasione dell'invasione israeliana del Libano del 1982; i componenti confluirono quindi nel Fronte di Resistenza Nazionale Libanese.
| Controllo di autorità | J9U (EN, HE) 987007394508005171 |